# Cynoglossus zanzibarensis
Cynoglossus zanzibarensis és un peix teleosti de la família dels cinoglòssids i de l'ordre dels pleuronectiformes que es troba des de les costes de Kenya fins a Sud-àfrica.